# Klasični vrtovi Sudžov
Klasični vrtovi Sudžov (kitajsko: 苏州园林; pinjin: Sūzhōu yuánlín; suzhounese (Vugniu): sou1-tseu1 yoe2-lin2) so skupina vrtov v mestu Sudžov v provinci Džjangsu na Kitajskem, ki so bili vpisani v Unescov seznam svetovne dediščine.
Obsegajo obdobje skoraj tisoč let, od obdobja dinastije severni Song do poznih dinastij Čing (11.–19. stoletje), ti vrtovi, ki so jih večinoma zgradili učenjaki, so standardizirali številne ključne značilnosti klasičnega kitajskega oblikovanja vrtov s konstruirano pokrajino, ki posnema naravno pokrajino skal, hribov in rek s strateško postavljenimi paviljoni in pagodami.
Elegantno estetiko in subtilnost vrtov teh učenjakov ter njihov občutljiv slog in značilnosti pogosto posnemajo različni vrtovi v drugih delih Kitajske, vključno z različnimi cesarskimi vrtovi, kot so tisti v gorskem letovišču Čengde. Po mnenju Unesca vrtovi v Sudžovu »predstavljajo razvoj kitajskega oblikovanja krajinskih vrtov v več kot dva tisoč letih«, in so »najbolj prefinjena oblika« vrtne umetnosti.
Ti krajinski vrtovi so cveteli od sredine dinastij Ming do zgodnjih dinastij Čing, kar je povzročilo kar 200 zasebnih vrtov. Danes je v Sudžovu 69 ohranjenih vrtov in vsi so označeni kot zaščitena »nacionalna dediščina«. Leta 1997 in 2000 je osem najlepših vrtov v Sudžovu skupaj z enim v bližnjem starodavnem mestu Tongli UNESCO izbral kot svetovno dediščino, ki predstavlja umetnost klasičnih vrtov v slogu Sudžou.
Znani oblikovalci vrtov Sudžov so Džang Liang, Dži Čeng, Ge Juliang in Čen Congdžou.

## Vrtovi
| Slika | Ime | Datum vpisa |
| ----- | --- | ----------- |
|       | Vrt skromnega uradnika (kitajsko: 拙政园/拙政園; Zhuōzhèng Yuán) Humble Administrator's Garden                                 | 1997        |
|       | Dolgotrajni vrt (kitajsko: 留园/留園; pinjin: Liú Yuán) Lingering Garden                                                       | 1997        |
|       | Vrt mojstra mrež (kitajsko: 网师园/網師園; pinjin: Wǎngshī Yuán) Master of the Nets Garden                                     | 1997        |
|       | Gorska vila z objemajočo lepoto (kitajsko: 环秀山庄/環秀山莊; pinjin: Huánxiù Shānzhuāng) Mountain Villa with Embracing Beauty | 1997        |
|       | Vrt za umik parov (kitajsko: 耦园/耦園; pinjin: Ŏu Yuán) Couple's Retreat Garden                                               | 2000        |
|       | Vrt gojenja (kitajsko: 艺圃/藝圃; pinjin: Yì Pǔ) Garden of Cultivation                                                         | 2000        |
|       | Paviljon velikega vala (kitajsko: 沧浪亭/滄浪亭; pinjin: Cāng Làng Tíng) Great Wave Pavilion                                   | 2000        |
|       | Vrt levjega gaja (kitajsko: 狮子林园/獅子林園; pinjin: Shī Zǐ Lín Yuán) Lion Grove Garden                                      | 2000        |
|       | Vrt umika in premišljevanja (kitajsko: 退思园/退思園; pinjin: Tuìsī Yuán) Retreat & Reflection Garden                          | 2000        |

## Celovit načrt spremljanja
Območje se spremlja v skladu s celovitim načrtom spremljanja in obstajajo določbe za redno vzdrževanje in načrtovane projekte ohranjanja za vse vrtove. Za to je odgovoren občinski upravni urad za vrtove Sudžov.